# Euphaedra christyi
Euphaedra christyi is een vlinder uit de onderfamilie Limenitidinae van de familie Nymphalidae. De wetenschappelijke naam van de soort is voor het eerst geldig gepubliceerd in 1904 door Emily Mary Bowdler Sharpe.